# Hyundai Veloster
De Veloster is een automodel van de Zuid-Koreaanse autoconstructeur Hyundai. Hij is in 2007 gepresenteerd als conceptcar op de Seoul International Motor Show. In 2011 is de Veloster in productie genomen. 
De Veloster is een "2+1 coupe". De Veloster heeft één (grotere) deur aan de bestuurderszijde van de auto en twee (kleinere) deuren aan de andere kant.
In 2012 presenteerde Hyundai op de North American International Auto Show in Detroit de Veloster Turbo.
De Veloster is in 2014 uit het leveringsprogramma van zowel Hyundai België als Hyundai Nederland verdwenen.